# The Highlights
The Highlights es el segundo álbum recopilatorio del cantante canadiense The Weeknd. Fue lanzado el 5 de febrero de 2021 y sigue al lanzamiento de su cuarto álbum de estudio After Hours de 2020. Fue una anticipación a su actuación en el espectáculo de medio tiempo del Super Bowl LV.
La lista de canciones está compuesta por canciones de sus tres álbumes de estudio número uno en el Billboard 200: Beauty Behind The Madness (2015), Starboy (2016) y After Hours (2020); su mixtape House Of Balloons (2011); su extended play My Dear Melancholy (2018); y dos de sus colaboraciones: "Love Me Harder" y "Pray For Me", con Ariana Grande y Kendrick Lamar respectivamente, de los álbumes My Everything (2014) y Black Panther (2018).
En 2024 se lanzó una edición deluxe del álbum con más canciones incluidas

## Portada
La portada del álbum continúa con el uso del traje rojo que The Weeknd usó en todo el material promocional de su cuarto álbum de estudio After Hours. El traje particular que usa en la portada es el mismo que usó en el video musical de la canción "Save Your Tears", que sirvió como el cuarto sencillo del álbum antes mencionado.

## Desempeño comercial
The Highlights debutó en el número dos en el Billboard 200 de Estados Unidos con 89.000 unidades equivalentes al álbumes, incluidas 10.000 ventas de álbumes puros.[cita requerida] Es el álbum recopilatorio más alto en las listas de éxitos de The Weeknd y marca el mayor debut en la primera semana de un álbum recopilatorio.[cita requerida]

## Lista de canciones
| N.º   | Título                                                | Letras | Duración |  |
| 1.    | «Save Your Tears» (de After Hours)                    | Ahmad Balshe, Oscar T. Holter, Jason Quenneville, Karl M. Sandberg, Abel M. Tesfaye                                                                   | 3:35     |  |
| 2.    | «Blinding Lights» (de After Hours)                    | Ahmad Balshe, Oscar T. Holter, Jason Quenneville, Karl M. Sandberg, Abel M. Tesfaye                                                                   | 3:20     |  |
| 3.    | «In Your Eyes» (de After Hours)                       | Ahmad Balshe, Oscar T. Holter, Karl M. Sandberg, Abel M. Tesfaye                                                                                      | 3:57     |  |
| 4.    | «Can't Feel My Face» (de Beauty Behind The Madness)   | Savan H. Kotecha, Ali Payami, Anders P. Svensson, Karl M. Sandberg, Abel M. Tesfaye                                                                   | 3:33     |  |
| 5.    | «I Feel It Coming» (de Starboy con Daft Punk)         | Thomas Bangalter, Eric Chedeville, Guillaume E. de Homem, Martin McKinney, Abel M. Tesfaye, Henry R. Walter                                           | 4:29     |  |
| 6.    | «Starboy» (de Starboy con Daft Punk)                  | Thomas Bangalter, Guillaume E. de Homen, Martin McKinney, Jason Quenneville, Abel M. Tesfaye, Henry R. Walter                                         | 3:50     |  |
| 7.    | «Pray For Me» (de Black Panther con Kendrick Lamar)   | Kendrick L. Duckworth, Adam K. Feeney, Martin McKinney, Abel M. Tesfaye                                                                               | 3:31     |  |
| 8.    | «Heartless» (de After Hours)                          | Carlo Montagnese, Andre E. Proctor, Abel M. Tesfaye, Leland T. Wayne                                                                                  | 3:18     |  |
| 9.    | «Often» (de Beauty Behind The Madness)                | Sabahattin Ali, Ahmad Balshe, Benjamin D. Diehl, Osman İşmen, Khaled M. Khaled, Ali E. Kocatepe, Jason Quenneville, Daniel Schofield, Abel M. Tesfaye | 4:09     |  |
| 10.   | «The Hills» (de Beauty Behind The Madness)            | Ahmad Balshe, Carlo Montagnese, Emmanuel Nickerson, Thomas Raybould, Abel M. Tesfaye                                                                  | 4:02     |  |
| 11.   | «Call Out My Name» (de My Dear Melancholy)            | Adam K. Feeney, Nicolas Jaar, Abel M. Tesfaye | 3:48     |  |
| 12.   | «Die For You» (de Starboy)                            | Magnus A. Høiberg, Martin McKinney, Abel M. Tesfaye, William T. Walsh, Henry R. Walter, Dylan P. Wiggins                                              | 4:20     |  |
| 13.   | «Earned It» (de Beauty Behind The Madness)            | Ahmad Balshe, Stephan Moccio, Jason Quenneville, Abel M. Tesfaye                                                                                      | 4:37     |  |
| 14.   | «Love Me Harder» (de My Everything con Ariana Grande) | Ahmad Balshe, Savan H. Kotecha, Ali Payami, Karl M. Sandberg, Anders P. Svensson, Abel M. Tesfaye                                                     | 3:56     |  |
| 15.   | «Acquainted» (de Beauty Behind The Madness)           | Benjamin D. Diehl, Carlo Montagnese, Jason Quenneville, Danny Schofield, Abel M. Tesfaye                                                              | 5:48     |  |
| 16.   | «Wicked Games» (de House Of Balloons)                 | Rainer M. Blanchaer, Martin McKinney, Carlo Montagnese, Abel M. Tesfaye                                                                               | 5:25     |  |
| 17.   | «The Morning» (de House Of Balloons)                  | Martin McKinney, Carlo Montagnese, Abel M. Tesfaye | 5:15     |  |
| 18.   | «After Hours» (de After Hours)                        | Ahmad Balshe, Carlo Montagnese, Jason Quenneville, Abel M. Tesfaye, Mario Winans                                                                      | 6:01     |  |
| 76:54 |                                                       | |          |  |

| The Highlights deluxe edition |                                                                        |                                                                                          |          |  |
| N.º                           | Título                                                                 | Letras                                                                                   | Duración |  |
| 19.                           | «One of the Girls» (de The Idol Episode 4 con Jennie y Lily-Rose Depp) | Tesfaye, Michael Dean, Sam Levinson, Lily-Rose Depp, Rebecca Fisher                      | 4:04     |  |
| 20.                           | «Popular» (con Madonna y Playboi Carti)                                | Tesfaye, Jordan Carter, Wayne, Dean, Tommy Rush, Levinson, Michael Walker, John Flippin  | 3:35     |  |
| 21.                           | «I Was Never There» (de My Dear Melancholy con Gesaffelstein)          | Tesfaye, Mike Lévy, Feeney                                                               | 4:01     |  |
| 22.                           | «House of Balloons / Glass Table Girls» (de House of Balloons)         | Tesfaye, McKinney, Montagnese, Susan Ballion, Peter Clarke, John McGeoch, Steven Severin | 6:47     |  |
| 23.                           | «Less than Zero» (de Dawn FM)                                          | Tesfaye, Martin, Holter                                                                  | 3:31     |  |
| 24.                           | «Is There Someone Else?» (de Dawn FM)                                  | Tesfaye, Lopatin, Martin, Thomas Brown, Peter Lee Johnson                                | 3:19     |  |
| 25.                           | «Party Monster» (de Starboy)                                           | Tesfaye, Diehl, McKinney, Balshe, Lana Del Rey                                           | 4:09     |  |
| 26.                           | «Stargirl Interlude» (de Starboy)                                      | Tesfaye, McKinney, Del Rey                                                               | 1:51     |  |
| 151:22                        |                                                                        |                                                                                          |          |  |